# Sent Estefe deus Chaus
Sent Estefe deus Chaus (en francès Saint-Étienne-aux-Clos) és un municipi francès situat al departament de la Corresa i a la regió de la Nova Aquitània.

## Demografia
| 1962                                       | 1968 | 1975 | 1982 | 1990 | 1999 | 2007 |
| ------------------------------------------ | ---- | ---- | ---- | ---- | ---- | ---- |
| 257                                        | 278  | 228  | 203  | 198  | 211  | 235  |
| Des de 1962: població sense dobles comptes |      |      |      |      |      |      |

## Administració
| Període | Identitat        | Partit |
| ------- | ---------------- | ------ |
| 2001-   | Bernard Couzelas |        |